# Fédération royale belge de football
La Royal Belgian Football Association (RBFA), appellation internationalisée à toutes fins de marketing de la toujours officiellement dénommée, en français, Union royale belge des Sociétés de Football Association (URBSFA), est la fédération belge de football officiellement reconnue par la FIFA. Le nom officiel en néerlandais reste Koninklijke Belgische Voetbal Bond (KBVB).
Cette fédération regroupe la majorité des clubs de football de Belgique, organise un ensemble de compétitions nationales et provinciales et gère les matchs internationaux officiels et amicaux de la sélection de Belgique (dans toutes les catégories) sous l'égide de l'UEFA et de la FIFA.
Fondée le 1er septembre 1895, sous la dénomination « Union belge des Sociétés de Sports athlétiques » (UBSSA). Elle est membre fondatrice de la FIFA en 1904 et également fondatrice un demi-siècle plus tard de l'UEFA (en 1954).
En janvier 2010, la RBFA compte 412 122 affiliés répartis dans 1 782 clubs de football (16 629 équipes) et 590 clubs de football en salle (1 002 équipes).

## Dates majeures
- 26 octobre 1863, fondation de la Football Association (FA), la fédération anglaise, première fédération de football au monde. À cette même période, la Belgique découvre le "jeu de football". Les premiers clubs y sont créés, ou des sociétés sportives existantes ouvrent une "section football".
- 1895 : 01/09/1895, fondation de l'Union belge des Sociétés de Sports athlétiques (UBSSA), organisme omnisports qui comprend aussi le football. La même année est fondée l'ASF, la fédération suisse de football.
- 1895 : La saison 1895-1896 est la toute première de l'histoire du football belge. Un premier championnat regroupe 7 clubs, il est remporté par le FC Liégeois.
- 1904 : 01/05/1904, premier match international joué en dehors des îles britanniques. À Uccle, la Belgique et la France partagent 3 à 3.
- 1904 : 21/04/1904, à Paris, à l'initiative des fédérations belge (UBSSA) et française (USFSA), fondation de la Fédération internationale de football association (FIFA), la fédération mondiale. Les cinq autres fondateurs sont le Danemark, les Pays-Bas, la Suède et la Suisse alors que l'Espagne est représentée par le FC Madrid (la fédération espagnole n'est officiellement fondée qu'en 1913). Le jour même, un télégramme envoyé par la fédération allemande (DFB) émet son souhait de s'affilier. Les quatre fédérations britanniques observent mais attendent encore un peu.
- 1912 : ne souhaitant plus que gérer le jeu de football (dit « Association »), l'Union belge des sociétés de sports athlétiques (UBSSA) devient l'Union belge des sociétés de football association (UBSFA).
- 1920 : reconnue « Société royale », l'Union belge des sociétés de football association (UBSFA). (UBSFA) devient l'Union royale belge des sociétés de football association' (URBSFA).
- 1926 : décembre 1926, l'URBSFA met en service un registre matriculaire. Ainsi, chaque club reçoit un numéro matricule. Dans les règlements fédéraux, celui-ci devient « plus important » que la dénomination du club. Ce système est une caractéristique unique au football belge.
- 1930 : l'organisation de la première Coupe du monde de football en Uruguay risque d'être un échec car les nations européennes (y inclus la France) renâclent à s'inscrire. Le télégramme d'inscription envoyé par l'URBSFA provoque un déclic: la France, la Roumanie et la Yougoslavie imitent les Belges et portent à 13 le nombre d'inscrits.
- 1950 : durant les années 1950, longtemps réticente au professionnalisme, et après négociations avec les principaux dirigeants de club, l'URBSFA accepte un statut semi-professionnel pour les clubs de la plus haute division belge.
- 1954 : 15/06/1954, fondation de l'Union européenne de football association (UEFA) à l'initiative de trois fédérations. La belge (URBSFA), la française (FFF) et l'italienne (FIGC). Au total, 25 nations fondent l'organisme.
- 1955 : Lors de la saison 1955-1956, le R. SC anderlechtois, champion de Belgique en titre participe à la première édition de la Coupe des clubs champions européens. Il est éliminé au premier tour par Vörös Lobogó, champion de Hongrie.
- 1972 : l'URBSFA organise la phase finale du Championnat d'Europe des Nations. Les Diables rouges (qui à cette époque évoluent en blanc) terminent 3e derrière l'Allemagne et l'URSS.
- 1974 : L'URBSFA accepte officiellement le professionnalisme et crée une Ligue professionnelle. La même année, le R. SC Anderlechtois est le premier club belge à remporter une compétition européenne. Au Heysel, il gagne la Coupe des Coupes en battant West Ham (4-2) en finale.
- 1980 : les Diables Rouges terminent vice-champions d'Europe, derrière l'Allemagne, lors de l'Euro 80 en Italie.
- 1984 : les Diables Rouges participent à la phase finale de l'Euro 84 avec une équipe remaniée. À la suite du scandale de l'Affaire Standard-Waterschei, l'URBSFA a infligé une suspension à plusieurs de ses Internationaux.
- 1985 : le drame du Heysel plonge l'URBSFA dans la tourmente. Le président de l'époque Louis Wouters remet sa démission qui n'est entérinée qu'en 1987.
- 1986 : les Diables Rouges terminent 4e du Mundial mexicain.
- 1995 : 12/12/1995, la Cour de justice de l'Union européenne prononce l'Arrêt Bosman. Celui-ci bouleverse les données économiques du football mondial qui montre l'URBSFA (qui s'est accrochée à ses propres règlements) du doigt.
- 2000 : l'URBSFA coorganise, avec la KNVB, la phase finale de l'Euro 2000. Les Diables Rouges sont éliminés au premier tour par l'Italie et la Turquie. Le tournoi est remporté par la France qui confirme ainsi son titre mondial conquis deux ans plus tôt.
- 2011 : juin 2011, l'URBSFA est candidate, avec la KNVB, à l'organisation de la phase finale de la Coupe du monde 2018, mais celle-ci est confiée à la Russie, au terme d'un vote qui provoque la colère de la fédération anglaise (également candidate). Peu après, la FIFA se retrouve au centre d'un scandale où se mélangent les accusations de corruption et d'abus de pouvoir.
- 2018 : les Diables Rouges terminent 3e de la coupe du monde en Russie.
- 2019 : à l'aube de son 125e anniversaire, la fédération internationalise son nom en Royal Begian Football Association (RBFA) et adopte une nouvelle identité visuelle en introduisant des nouveaux logos pour la fédération mais aussi les Diables Rouges, les Red Flames et le fan club officiel 1895. Malgré les avis négatifs, la RBFA décide de le conserver[3].
- 2022 : Les Red Flames remportent la Pinatar Cup (coupe amicale en Espagne).

## Histoire résumée
La Belgique découvre le football dès les années 1860, par l'entremise des ouvriers anglais actifs dans la zone portuaire d'Anvers, par les élèves de plusieurs écoles anglaises (localisées à Bruxelles et à Bruges) ainsi que par les ingénieurs et ouvriers britanniques des usines Cockerill du bassin industriel liégeois.
Au fil des années qui suivent, l'enthousiasme pour le jeu de football gagne la population belge. Les premiers groupes se forment et donnent naissance à de premiers clubs belges aux côtés des clubs britanniques créés en Belgique.
En 1895, sous l'impulsion de Louis De Schrijver (futur fondateur et dirigeant du FC Menin), le football belge jette les bases de son organisation avec la fondation d'une fédération nationale, le 1er septembre 1895.
À ses origines, le football se pratique en Belgique dans trois zones: la principale, que l'on peut dénommer « axe Anvers-Bruxelles », et deux pôles provinciaux, l'un en Flandre (Bruges et Gand) et l'autre dans la région liégeoise. Par la suite, la pratique footballistique se diffuse en Belgique au fur et à mesure de l'élargissement des trois grandes zones initiales. Chaque localité finit par posséder au moins une « société de football ». Le Limbourg, situé entre Anvers et Liège, est facilement acquis à la cause du ballon tandis que le Hainaut reçoit aussi l'influence du Nord de la France (Dunkerque, Roubaix, Lille, Tourcoing, etc.).
À l'opposé, deux régions découvrent également le football plus lentement. Il s'agit des provinces de Luxembourg et de Namur. L'explication de ce retard tient en plusieurs points. D'une part, la présence anglaise y est moins importante (peu de grands pôles industriels). D'autre part, les moyens de transport et les axes de communication à la fin du XIXe siècle sont réduits ; le réseau ferroviaire est moins développé du fait du relief ardennais. Par ailleurs, ces deux régions conservent un caractère plus rural et où la religion catholique est très présente. Dans un premier temps, l'Église ne voit pas le football d'un très bon œil, car elle le juge décadent et immoral (des hommes en culottes courtes !). Par la suite toutefois, de nombreux ecclésiastiques (curés, vicaires) aident à l'implantation du football. L'extrême sud du pays (Arlon, Athus, Virton) voit cependant un développement plus rapide de la pratique du football, du fait de la sidérurgie, synonyme de présence anglaise, installée en Gaume, et de l'influence lorraine.

### Membres fondateurs
Les dix clubs suivants étaient représentés lors de la 1re assemblée générale de l'Union belge des sociétés de sports athlétiques (UBSSA), le 1er septembre 1895 :
- Antwerp FC ;
- AA La Gantoise ;
- Athlétic and Running Club ;
- FC Brugeois (fondé en 1892 avant d'être absorbé en 1893-1894 par le Brugsche FC, fondé en 1891 ; l'appellation FC Brugeois est conservée) ;
- FC Liégeois ;
- Léopold CB ;
- Racing CB ;
- Sporting CB ;
- Union FC d'Ixelles ;
- Verviers FC.

Les clubs de La Gantoise et de l'A&RC de Bruxelles ne disposaient pas encore de section « football ». Le Verviers FC n'était pas non plus en mesure d'aligner une équipe compétitive.
Cinq des dix fondateurs existent encore en 2016. Les disparus sont le Sporting CB (disparu en 1897), l'Union FC d'Ixelles (arrêt en 1901), l'A&RC de Bruxelles (cessation d'activités en 1909), le Racing CB (fusionné en 1963 avec le White Star AC) et le RCS Verviers (cessation d'activité en 2015).
Les six « survivants » portent les matricules créés en 1926) :
- 1 - R. Antwerp FC
- 3 - FC Brugeois, de nos jours Club Brugge KV
- 4 - FC Liégeois de nos jours R. FC de Liège
- 5 - Léopold CB, de nos jours R. Léopold Uccle FC
- 7 - La Gantoise, de nos jours K. AA Gent

### Fédération omnisports
Lors de sa fondation, l'UBSSA est une fédération omnisports. Les premiers statuts ouvrent la porte aux cercles (souvent appelés « sociétés sportives » à l'époque) de nombreuses disciplines dites athlétiques : athlétisme, boxe, football, haltérophilie, lutte, rugby à XV, cyclisme, etc. Ce dernier sport est ajouté à la liste par malice et par conflit avec la Ligue vélocypédique belge (LVB).
Il est clair, cependant, que le football prend rapidement la place de sport numéro 1 pour ne pas dire toute la place. De plus, des fédérations distinctes aux différentes disciplines voient le jour au fil du temps.
En 1904, l'UBSSA est une des fondatrices de la Fédération internationale de football association.

### Fédération unique
Dix-sept ans après sa fondation, soit en 1912, l'UBSSA devient l'UBSFA, pour Union belge des sociétés de football association, et se consacre uniquement au football. L'année suivante, la dénomination néerlandaise Belgische Voetbal Bond (BVB) est également employée de manière officielle. Cependant, des ligues rivales se créent, qu'elles soient régionales (flamandes ou wallonnes) ou, surtout, d'obédience spécifique (« catholiques », « ouvrières » et parfois « libérales »).
À partir de 1920, remplissant le critère unique alors en vigueur de 25 années d'existence, la fédération belge de football est reconnue « société royale » et devient l'URBSFA (en néerlandais KBVB).

### Ouverture et conservatisme
Pour lutter contre la concurrence des ligues rivales, l'URBSFA se doit d'adapter ses statuts et d'assouplir ses critères d'admission. Ainsi, les statuts des clubs tels que « débutant » ou « aspirant » sont progressivement revus afin de permettre aux nouveaux arrivants de pouvoir participer plus rapidement aux compétitions. Au cours des années 1920 et 1930, le travail de fond porte ses fruits et de nombreux clubs quittent les ligues où ils ont débuté pour s'affilier à l'URBSFA-KBVB.
En effet, l'URBSFA dispose d'un argument de poids, inscrit dans les statuts de la FIFA. Ceux-ci prévoient dès 1904 que la fédération mondiale ne reconnaît qu'une seule fédération par pays. Alors que le football poursuit son développement tant en termes de superficie couverte que de couches sociales participantes, tout club un tant soit peu ambitieux doit donc être affilié à la fédération reconnue, c'est-à-dire, en Belgique, l'URBSFA.
Sans vouloir porter de jugement, on se doit de constater que l'URBSFA s'avère très longtemps un chantre du conservatisme. Comme pour pratiquement toutes les fédérations sportives, ses racines s'ancrent dans les milieux aisés de la population à la fin du XIXe siècle. Jusqu'au terme de la Seconde Guerre mondiale, la "couleur politique" de l'Union belge est clairement "catholique"/"libérale", donc familièrement "centre" et "droite".
Le principal trait "conservateur" de l'URBSFA concerne le refus total de toutes formes de "professionnalisme". Dans les années 1930, tout club ou joueur qui se trouve confronté à de "faits de professionnalisme" encourt des sanctions comme la suspension et même le risque de radiation. Il faut attendre la reprise des compétitions après la Seconde Guerre mondiale pour que la politique fédérale s'assouplisse légèrement : un statut semi-professionnel finit par être autorisé mais uniquement pour les clubs de la plus haute division. La Ligue professionnelle actuelle ne voit le jour qu'en 1974.

### Apogée des années 1980
Dans la foulée du titre européen remporté dans la catégorie des Juniors UEFA en 1977, l'URBSFA connaît son âge d'or dans les années 1980. Après les premiers succès européens du Sporting d'Anderlecht en 1976 et 1978, le football belge se retrouve régulièrement aux premières loges. Plusieurs finales continentales récompensent les clubs et l'équipe nationale belge (Diables Rouges) se met en évidence. Elle est présente à de nombreuses phases finales continentales et mondiales et remporte quelques places d'honneur : vice-championne d'Europe 1980, 4e du Mundial 1986.

### Drame du Heysel
Le 29 mai 1985, lorsque survient le drame du Heysel qui coûte la vie à 39 personnes, l'image de l'URBSFA est ternie et elle se retrouve secouée par les suites de la tragédie. Sa fédération mise en cause, le président fédéral Louis Wouters remet sa démission. Celle-ci est entérinée en 1987. Avec le recul, on peut avancer que si la responsabilité de l'Union belge est engagée, elle ne l'est pas davantage que celle de l'UEFA, de la ville de Bruxelles ou des forces de l'ordre. Les vrais responsables sont les hooligans dont les exactions ont viré à la catastrophe[pertinence contestée]. Quand le drame du Heysel survient, les violences autour des rencontres de football sont en perpétuelle augmentation depuis plus d'une dizaine d'années. Il faut ce terrible soir du 29 mai 1985 pour qu'une remise en question ait lieu et que des mesures draconiennes soient enfin prises.

### Arrêt Bosman
En décembre 1995, l'URBSFA, avec une grande partie du football professionnel mondial, subit un sérieux choc quand la cour de Justice de la CE prononce l'arrêt Bosman. Les principales retombées de cette décision de justice touchent les clubs et les joueurs, mais l'image de la fédération belge se retrouve dégradée. Comme souvent dans des cas similaires, les conséquences de l'arrêt dépassent largement le cadre de la requête initiale.
La principale erreur de l'URBSFA a été de camper sur ses positions, qui n'étaient guidées que par ses propres règlements (à l'époque fort similaires à ceux de nombreuses autres fédérations nationales sur ce sujet) et de se ranger du côté de son club mis en cause, le R. FC Liégeois.

### Euro 2000, le baume apaisant
Si les Diables Rouges n'y brillent pas, l'organisation impeccable de l'Euro 2000, conjointement avec la fédération néerlandaise, apporte un peu de baume qui apaise les difficultés croissantes que connaît l'URBSFA. Les bénéfices dégagés permettent l'aménagement du centre national d'entrainement, situé à Tubize.

### Recul et stagnation
L'après-arrêt Bosman est rude pour l'URBSFA. Les clubs belges, même les plus riches, peinent et ne peuvent plus rivaliser avec le haut niveau européen. La compétition nationale belge est jugée dévaluée. Le premier responsable cité par les critiques est la fédération.
La crédibilité et l'efficacité de l'URBSFA sont fréquemment remises en cause. Les critiques fusent, parfois très sévères. Mais dans le même temps, très rares sont les personnes (média, chroniqueurs, etc.) qui proposent des solutions concrètes et rationnelles. Ainsi, en 2006, l'arrivée à la présidence de l'URBSFA de François De Keersmaecker (juriste de formation) est brocardée avant même son entrée en fonction. Plusieurs critiques visent l'homme pourtant peu connu du grand public jusqu'alors. Avec calme et bonhomie, le nouveau président de l'URBSFA tient bon, mais les changements en profondeur escomptés et/ou réclamés par bon nombre se font attendre.

### Énorme défi
En 2009, la ligue professionnelle prend ses responsabilités. Elle préconise puis effectue une réforme de son championnat. Il est trop tôt pour pouvoir porter un jugement objectif et fiable sur les effets à moyen et long terme de la nouvelle politique de la ligue professionnelle. Mais il apparaît très clair, qu'un fossé important se creuse dans la hiérarchie du football belge, et ce dès les deux premiers niveaux.
Atténuer cet écart et le rendre « raisonnable » est le principal défi qui attend l'URBSFA au moment d'entrer dans la seconde décennie du XXIe siècle. Une réforme interne de la structure de l'URBSFA et sa modernisation en phase avec la société actuelle sont des passages obligés.

## Présidents fédéraux
- 1895-1924 : Baron Edouard de Laveleye
- 1924-1929 : Comte Joseph d'Oultremont
- 1929-1937 : Rodolphe William Seeldrayers, Président de la FIFA en 1955
- 1937-1943 : Oscar Van Kesbeeck
- 1945-1951 : Chanoine Francis Dessain
- 1951-1967 : Georges Hermesse
- 1967-1987 : Louis Wouters
- 1987-2001 : Michel d'Hooghe
- 2001-2005 : Jan Peeters
- 2005-2017 : François De Keersmaecker
- 2017-2019 : Gérard Linard
- 2019-2021 : Mehdi Bayat
- 2021-2022 : Robert Huygens (ad interim)
- 2022-2023 : Paul Van den Bulck
- 2023-  . . .   : Pascale Van Damme

## Direction technique nationale
(juin 2024).
Si vous disposez d'ouvrages ou d'articles de référence ou si vous connaissez des sites web de qualité traitant du thème abordé ici, merci de compléter l'article en donnant les références utiles à sa vérifiabilité et en les liant à la section « Notes et références ».
La direction technique nationale, par l’intermédiaire de son directeur, définit une politique technique pour l’ensemble du football, qui est mise en place et animée par les entraîneurs nationaux (une dizaine environ) et les cadres techniques régionaux. Cela concerne le football d’élite, le football de masse et la formation des éducateurs.

### Directeurs techniques nationaux
- 2002-2011 : Michel Sablon (nl)[6],[7]
- 2011 : Francky Dury[8]
- 2012 : Benoît Thans[9]
- 2013-2015 : Paul Allaerts (nl)[10]
- 2015-2018 : Chris Van Puyvelde[11]
- 2018-2022 : Roberto Martínez (ad interim)[12]
- 2023-2024 : Franky Vercauteren[13]
- 2024-... : Vincent Mannaert[14]

## Casa Hogar
Lors de leur participation à la Coupe du monde 1986 au Mexique, les Diables Rouges et leur encadrement sont émus par la misère qui touche certaines couches les plus défavorisées de la population locale et principalement les enfants.
Ne pouvant pas rester insensibles à cette situation, les membres de la délégation belge, emmenée par le président fédéral de l'époque, le docteur Michel D'Hooghe, décident de lancer une action d'aide humanitaire dénommée Acción Diablos rojos Casa Hogar. Par ce fait, annuellement une trentaine d'enfants sont accueillis, hébergés et reçoivent outre le confort matériel une éducation en bonne et due forme. Cette initiative est financée par quelques actions ponctuelles gérées par l'URBSFA et essentiellement par les dons.
En 1992, l'action Casa Hogar vaut à l'URBSFA de recevoir le prix du fair play de l'UEFA.

## Archives
Les Archives générales du Royaume détiennent depuis 2009 les archives de l'Union royale belge des sociétés de football (URBSFA). Quelque 400 mètres d'archives de l'URBSFA sont ainsi conservées à Bruxelles. L'exposition virtuelle GOAAAL ! Un siècle de football belge offre un premier avant-goût de ce qui se trouve en dépôt.
Les archives de l'URBSFA comprennent de nombreuses sources en rapport avec les Diables Rouges (organisation des tournois et matchs internationaux, avec l'Euro 2000 en apogée) ainsi que de nombreux dossiers concernant les clubs de football (statuts des clubs et données sur leur affiliation à l'URBSFA ; fiches de joueurs jusqu'en 1984, rangées par numéro de matricule de leur équipe) ou encore le journal de l'Union Belge, La Vie Sportive, qui reprend les résultats de compétition.
Une bonne partie des données a trait au fonctionnement de l'URBSFA et à ses procédures et activités internes : échange de lettres, procès-verbaux des réunions du comité exécutif, règlements fédéraux à travers les années, rapports d'arbitre, dossiers impliquant les procédures disciplinaires, les scandales de corruption et de fraude, le drame du Heysel, les marchés conclus avec les sponsors, les campagnes de fair-play, d'antidoping, d'antiracisme, etc.
En ce qui concerne le matériel iconographique, les Diables rouges sont les mieux représentés. Le matériel photographique pour la période 1895-1920 est rare, mais à partir des années 1920, les albums photo des matchs internationaux sont systématiquement intégrés.
On y trouve également la collection photo de « Jeanke Foto » (1987-2006), alias Jean Van Hauwermeiren, photographe attitré du RSC Anderlecht et un phénomène dans le monde du football belge. Durant quarante ans, il a été quotidiennement présent au stade Constant Vanden Stock, à l'entraînement des Diables rouges. Après sa mort survenue en 2006, ses photos des Diables rouges ont rejoint l'URBSFA et via l'Union de Football, les Archives générales du Royaume.
À propos des affiches, ce sont surtout les matchs internationaux qui sont documentés : affiches des concours dans le cadre des rondes qualificatives des Championnats d'Europe et de la Coupe du Monde, affiches officielles des Championnats d'Europe et des Coupes du monde, affiches des tournois internationaux pour jeunes, des J-Days nationaux et régionaux annuels, du football ardennais, du football de plage, etc.
Dans les archives de l'URBSFA, conservées aux Archives générales du Royaume, à Bruxelles, se trouve aussi quantité de supports audiovisuels : CD-ROMs, cassettes vidéo, disquettes et bandes magnétiques.